# ヒクイドリ属

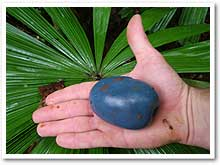
ヒクイドリ属の鳥が好む Cerbera floribunda の果実。

ヒクイドリ属 (ひくいどりぞく、学名 Casuarius) は、鳥類の1属である。
ヒクイドリ科唯一の属である。ただし分類によってはエミュー科をヒクイドリ科に統合することもある。
ニューギニア島からオーストラリア大陸北部熱帯地域およびその付属島に住む。この属の鳥はキョウチクトウ科ミフクラギ属のコバナミフクラギ（学名: Cerbera floribunda; 英語: Cassowary plum）という植物の果実を好む。その果汁はほかの動物にとっては毒であるがヒクイドリ属の鳥は果実の毒による中毒をおこさず、大きな種子は消化されずに発芽すると見られ、両者の共生関係が成り立っている。

## 分類
現生3種、絶滅1種が属する。
- ヒクイドリ Casuarius casuarius
- コヒクイドリ Casuarius bennetti
- パプアヒクイドリ Casuarius unappendiculatus
- †Casuarius lydekki

ニューギニア島における生息地は、ヒクイドリが南部低地、コヒクイドリが中央高地、パプアヒクイドリが北部低地とほぼ棲み分けられている。